# Abziehlack
Abziehlacke (englisch: peel-off coating oder peelable coating) werden als temporärer Oberflächenschutz vor Verschmutzung und Beschädigungen verwendet. Der trockene Lackfilm kann später einfach vom Untergrund abgezogen werden. Es bleiben keine Rückstände. Im Allgemeinen können mit Abziehlack fast alle Untergründe vor Verschmutzung und Beschädigungen geschützt werden. Abziehbare Lacke sind auch ein langanhaltender Schutz für die Wände der Lackierkabinen. Daher werden sie auch als Schutzlacke bezeichnet. 

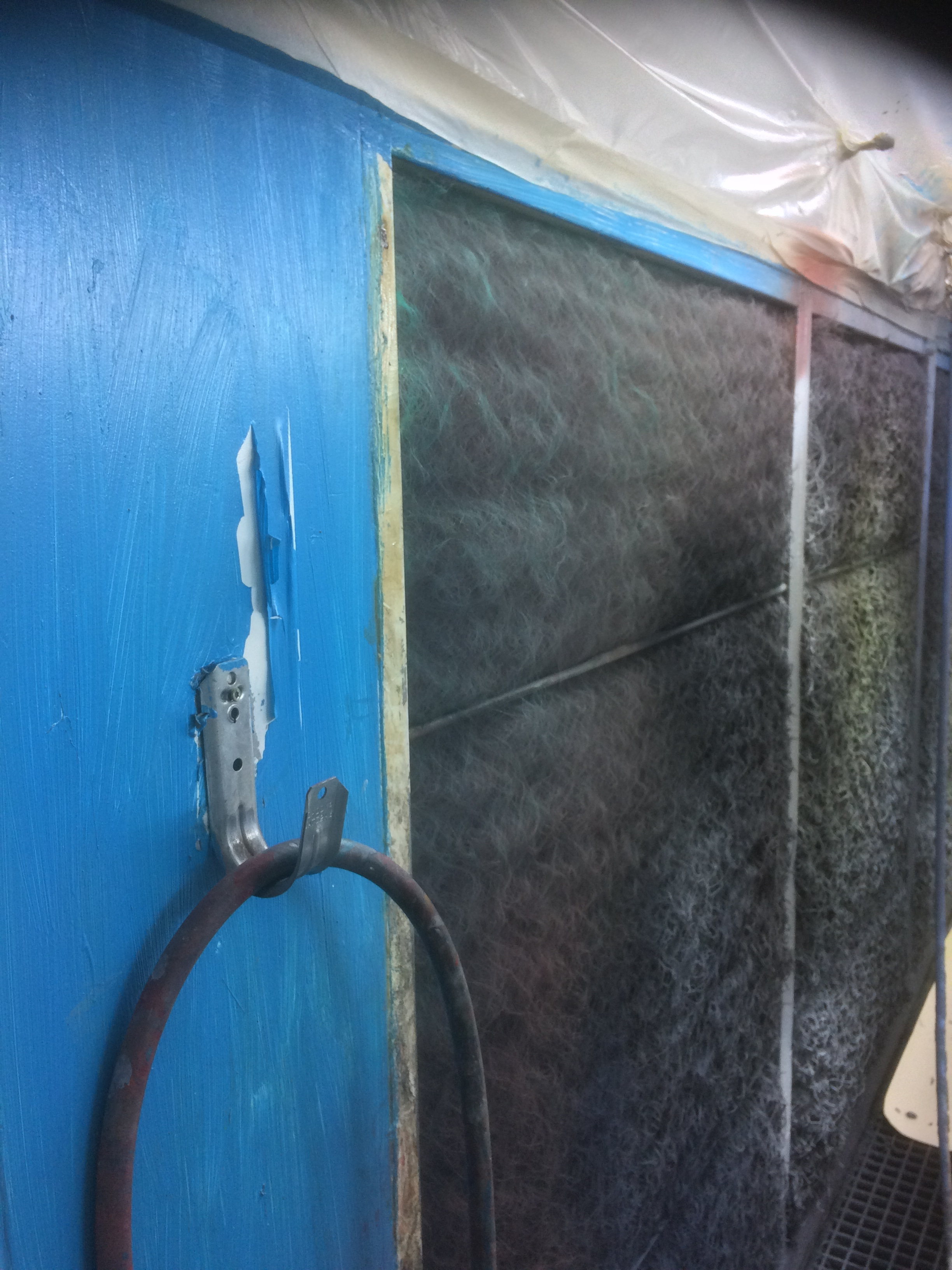
Abziehlack in der Lackierkabine

## Chemische Zusammensetzung
Abziehlacke bestehen aus wässrigen oder lösungsmittelhaltigen Bindemitteln, Dispersionen, Emulsionen oder Lösungen.

## Eigenschaften
Die Eigenschaften der Abziehlacke richten sich nach den Bedürfnissen und Erfordernissen des jeweiligen Produkts, das geschützt werden soll und kann folgende Eigenschaften aufweisen:
- Farbig oder weiß: nach dem RAL-Farbsystem

- Glasklar: für Glasscheiben, Gläser, Leuchten
- Hitzefest: kurzfristig erhitzbar bis 180 °C für thermisch belastete Bereiche
- Wasserabwaschbar: für strukturierte Oberflächen
- Elektrisch leitfähig: für Fußböden im EX-Bereich
- Chemische und thermische Beständigkeit: zur Maskierung in der Galvanik
- Schnelltrocknend und wasserfest: für wasserberieselte Lackieranlagen
- Wasserverdünnbar oder lösemittelbasiert.[1]

## Auftragen der Abziehlacke
Um ein zufriedenstellendes Auftragen zu ermöglichen, dürfen die Untergründe, auf denen die Abziehlacke appliziert werden, keine Unebenheiten oder saugenden Eigenschaften aufweisen. Abziehlacke können durch Tauchen (anodisch und kathodisch), mit Spritzanalagen (Hochdruck oder Airless), Pinseln oder Rollen dick aufgetragen werden. Anschließend müssen die Lacke bei Raumtemperatur trocknen. Die Trockenzeit ist abhängig von Luftfeuchtigkeit und Raumtemperatur. Je nach Beanspruchung und Verschmutzungsgrad haben die Abziehlacke eine Standzeit von bis zu einem halben Jahr. Nach der Nutzung kann der Abziehlack in großen Stücken, auch über Ecken und Kanten, abgezogen und ohne weitere Vorbereitungen eine neue Schicht aufgetragen werden.

## Wirtschaftliche Vorteile
Abziehlacke bieten zahlreiche Vorteile, die einfache Plastikabdeckungen nicht liefern können:
- Personalkosteneinsparung durch schnelles Auftragen mittels Airless-Anlage
- kürzere Stillstandszeiten durch leichtes Entfernen der Lackschicht samt Rückstände
- Leichteres Arbeiten durch helle und saubere Kabinen
- Weniger Ausschuss bei Kombination von Abziehlacken und Staubbindelacken für Spritzkabinen, Kombiboxen und Trockenzonen (höhere „First-Run-ok-Rate“)
- Umweltfreundlich, wenn keine gesundheitsschädlichen oder aggressiven Substanzen im Lack vorhanden
- Sicherheit durch die Nicht-Brennbarkeit der Abziehlacke.[1]

## Einsatzbereiche
Abziehlacke kommen in unterschiedlichen Bereichen zur Anwendung, beispielsweise in der Metall-, Keramik-, Dental-, Strahlenschutztechnik. Sie finden zum Beispiel auch im Fensterbau oder als Transportschutz (Kratzschutz) Verwendung. Es sind verschiedene Farbtöne möglich, auch die Varianten lösemittelhaltig und wasserverdünnbar. Des Weiteren kommen Abziehlacke bei Fertigungsanlagen, wie Klebepressen, Druckstraßen, sowie Anstrich- und Instandhaltungsarbeiten in Betracht. Aber auch zum temporären Schutz von Möbeln, mineralischen Gegenständen, Spritzgussformen, Gewinden und Maschinenteilen.